# Llorenç Huguet Rotger
Llorenç Huguet Rotger ( Ferrerías, Menorca, 18 de noviembre de 1953 ) es un matemático y profesor de informática español. Rector de la Universidad de las Islas Baleares entre 2013 y 2021. 

## Biografía
Huguet se licenció en matemáticas en 1977 por la Universidad Autónoma de Barcelona (UAB). En 1980 se graduó en Ciencias aplicadas de gestión industrial por la Universidad Católica de Lovaina. Se doctoró en informática por la UAB en 1981 con la tesis Códigos regulares; aspectos combinatorios y aplicaciones "Wire-tap channel", dirigida por Marie Goethals Jean. Inició su vida profesional en la UAB primero como profesor entre 1977 y 1988, y después como catedrático de ciencias de la computación e inteligencia artificial, entre 1988 y 1990. Este mismo año se trasladó a la Universidad de las Islas Baleares (UIB) como catedrático. Entre 1995 y 2003 fue elegido rector de esta universidad impulsando las nuevas instalaciones, la renovación de infraestructuras y consiguió las transferencias universitarias en 1996.  Después presidió la Caja de ahorros Sa Nostra, desde enero de 2003 hasta diciembre de 2005 y fue presidente del Consejo Económico y Social de la UIB, desde febrero de 2007.  Volvió a ser elegido rector de la UIB en 2013  y ocupó el cargo hasta el mes de junio de 2021, siendo sucedido por Jaume Carot Giner.

## Obras
- Apuntes de teoría de la información y codificación (1982)[2]
- Teoría matemática de la información y la codificación: Introducción a la criptografía (1983),
- Codes correctores: théorie et applications (coautor, 1989),
- Apuntes de teoría de transmisión de datos ( 1990 1991),
- Comercio electrónico (coautor, 2014).
- Proceedings on 5th Internacional Conference AAECC: Applied Algebra, Algebraico Algorithms Error Correcting Codes (1989). [3]